# USS Case (DD-370)
USS Case (DD-370) là một tàu khu trục lớp Mahan được Hải quân Hoa Kỳ chế tạo vào giữa những năm 1930. Nó là chiếc tàu chiến thứ hai của Hải quân Hoa Kỳ được đặt tên theo Chuẩn đô đốc Augustus Ludlow Case (1812-1893), người tham gia cuộc Nội chiến Hoa Kỳ. Nó đặt căn cứ tại Thái Bình Dương, hoạt động tuần tra và hộ tống trước và trong Chiến tranh Thế giới thứ hai, đã có mặt tại Trân Châu Cảng vào lúc diễn ra cuộc tấn công vào ngày 7 tháng 12 năm 1941, nhưng đã không chịu hư hại hay thương vong, và đã hoạt động cho đến khi chiến tranh kết thúc. Case được cho ngừng hoạt động năm 1945 và bị bán để tháo dỡ vào năm 1947.

## Thiết kế và chế tạo
Case được đặt lườn vào ngày 19 tháng 9 năm 1934 tại Xưởng hải quân Boston ở Boston, Massachusetts. Nó được hạ thủy vào ngày 14 tháng 9 năm 1935, được đỡ đầu bởi cô M. R. Case; và được đưa ra hoạt động vào ngày 15 tháng 9 năm 1936 dưới quyền chỉ huy của Hạm trưởng, Trung tá Hải quân J. S. Roberts.

## Lịch sử hoạt động
Sau khi nhập biên chế, Case tham gia các cuộc tập trận hạm đội tại vùng biển Hawaii, và vào năm 1938 đã phục vụ như một tàu huấn luyện tại cảng nhà của nó ở San Diego, California. Từ đây, nó đưa các học viên sĩ quan trong một chuyến đi huấn luyện đến Alaska vào mùa Hè năm 1939, và vào tháng 4 năm 1940 đã đi đến Trân Châu Cảng để tham gia cuộc tập trận Vấn đề Hạm đội vốn đưa nó đến Midway, Johnston và Palmyra. Từ tháng 2 đến tháng 4 năm 1941, nó đi đến Samoa, Tahiti và Auckland, New Zealand.
Case có mặt trong lưới tàu khu trục của Xưởng hải quân Trân Châu Cảng khi Hải quân Nhật bất ngờ tấn công căn cứ này vào ngày 7 tháng 12 năm 1941. Từ ngày 7 tháng 12 đến ngày 23 tháng 5 năm 1942, nó hộ tống các đoàn tàu vận tải đi lại giữa bờ Tây và Trân Châu Cảng. Từ ngày 31 tháng 5 đến ngày 7 tháng 8 năm 1942, nó hoạt động tuần tra cùng những nhiệm vụ khác ngoài khơi Kodiak, Alaska. Vào ngày 7 tháng 8, nó bắn pháo chuẩn bị cho cuộc tấn công Kiska cũng như nhắm vào một tàu chở dầu đối phương. Nó tiếp tục tuần tra ngoài khơi Adak cho đến giữa tháng 10, khi nó hộ tống tàu bè đi đến Trân Châu Cảng, rồi quay về lực địa Hoa Kỳ để đại tu.
Quay trở lại Trân Châu Cảng vào cuối tháng 11 năm 1942, chiếc tàu khu trục lên đường để hộ tống một đoàn tàu vận tải đi quần đảo Fiji, đến nơi vào ngày 20 tháng 12. Từ đây nó tiếp tục đi Guadalcanal để hộ tống một đoàn tàu vận tải trên đường quay trở về, và vào ngày 1 tháng 1 năm 1943 đã đi đến Espiritu Santo, căn cứ cho các hoạt động tuần tra, hộ tống và huấn luyện của nó cho đến ngày 23 tháng 9. Sau khi được đại tu tại San Francisco, California, nó quay trở lại Trân Châu Cảng vào tháng 12.

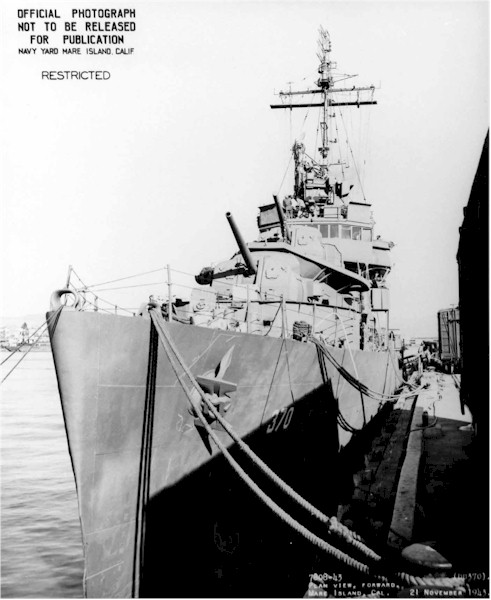
Case tại Xưởng hải quân Mare Island, 21 tháng 11 năm 1943

Trong tám tháng tiếp theo sau, Case hầu như liên tục ở ngoài biển, hộ tống các đội tàu thuộc Đệ Tam và Đệ Ngũ Hạm đội. Từ giữa tháng 1, đến giữa tháng 3 năm 1944, các cuộc tấn công được tung ra nhắm vào các căn cứ của quân Nhật tại quần đảo Marshall nhằm hỗ trợ cho cuộc chiếm đóng các đảo này. Palau và khu vực Tây Caroline là những mục tiêu tiếp theo trong các ngày 30 tháng 3-1 tháng 4. Nó khởi hành từ Majuro vào cuối tháng 4 cho các cuộc không kích xuống Hollandia, Truk, Satawan và Ponape. Nó làm nhiệm vụ tuần tra và hộ tống tại chỗ ở Majuro trong một tháng, trước khi được phân về Đội đặc nhiệm 58.4 cho hoạt động không kích các sân bay của quân Nhật tại quần đảo Bonin, với mục đích vô hiệu hóa các căn cứ này trong chiến dịch chiếm đóng quần đảo Mariana. Cùng với đội đặc nhiệm này, chiếc tàu khu trục tham gia Trận chiến biển Philippine lịch sử vào ngày 19-20 tháng 6.
Sau một giai đoạn sửa chữa tại Eniwetok, Case tiếp nối hoạt động cùng Đội đặc nhiệm 58.4, hộ tống các đợt không kích nhằm chuẩn bị cho cuộc đổ bộ lên Guam vào cuối tháng 7 năm 1944 cũng như lên Bonin vào các ngày 4 và 5 tháng 8. Cho đến giữa tháng 9, nó phục vụ hộ tống vận tải giữa các đảo trong khu vực quần đảo Mariana. Vào tháng 9, nó gặp gỡ hai tàu ngầm chuyên chở những tù binh Đồng Minh, với nhiều người bị thương, được cứu vớt sau khi đánh chìm một tàu vận chuyển Nhật Bản. Do biển động làm ngăn trở việc chuyển những người bị thương sang chiếc tàu khu trục, đội y tế của con tàu phải sang các tàu ngầm để cứu chữa thương binh.
Case tham gia cuộc bắn phá lên đảo Marcus vào ngày 9 tháng 10 năm 1944, rồi gia nhập Đội đặc nhiệm 38.1 cho cuộc không kích lên Luzon phối hợp với chiến dịch chiếm đóng Leyte từ ngày 18 đến ngày 23 tháng 10. Nó quay trở về Ulithi vào ngày 29 tháng 10, lại trở ra khơi vào ngày 8 tháng 11 để bắn phá Iwo Jima trong đêm 11/12 tháng 11. Tiếp nối nhiệm vụ hộ tống từ Ulithi, chiếc tàu khu trục hộ tống các tàu tuần dương hướng đi Saipan vào ngày 20 tháng 11, khi nó húc vào một tàu ngầm bỏ túi Nhật Bản ở lối ra vào eo biển Mugai. Nó lập tức quay trở lại Ulithi để khảo sát hư hại do cuộc đối đầu, nhưng quay trở lại hoạt động chỉ hai ngày sau đó, làm nhiệm vụ tuần tra ngoài khơi Saipan cho đến ngày 6 tháng 12.

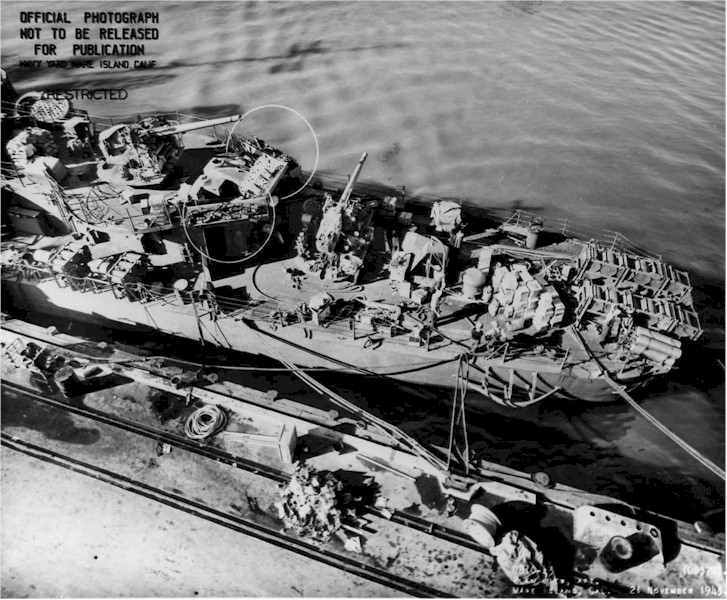
Phía đuôi chiếc Case, cho thấy các khẩu pháo 5-inch phía đuôi tàu

Case một lần nữa tham gia bắn phá Iwo Jima vào ngày 24 tháng 12, khi nó cùng tàu khu trục Roe được cho tách ra để tấn công một tàu vận tải Nhật Bản đang tháo chạy. Sau hai giờ truy đuổi, cả hai chiếc tàu khu trục nổ súng ở tầm gần, và đến 15 giờ 59 phút, chiếc tàu vận tải đối phương bị đánh chìm, những người sống sót từ chối mọi sự cứu giúp. Sau khi được sửa chữa tại Saipan, nó quay trở lại Iwo Jima trong các ngày 24 và 25 tháng 1 năm 1945, làm nhiệm vụ tuần tra chống tàu ngầm trong giai đoạn mở đầu của cuộc đổ bộ lên đảo này. Các nhiệm vụ tuần tra và hộ tống từ Saipan được tiếp nối cho đến ngày 19 tháng 3, khi nó bắt đầu một giai đoạn dài tuần tra chống tàu ngầm, giải cứu và làm cột mốc radar giữa Saipan và Iwo Jima cho đến khi chiến tranh kết thúc.
Vào ngày 2 tháng 9 năm 1945, Case lên đường đi Chichi Jima để tiếp nhận và giám sát sự đầu hàng của quân Nhật tại quần đảo Bonin. Vào ngày 19 tháng 9, nó khởi hành từ Iwo Jima để đi Norfolk, Virginia, đến nơi vào ngày 1 tháng 11. Nó được cho xuất biên chế tại đây vào ngày 13 tháng 12 năm 1945 và bị bán để tháo dỡ vào ngày 31 tháng 12 năm 1947.

## Phần thưởng
Case được tặng thưởng bảy Ngôi sao Chiến trận do thành tích phục vụ trong Chiến tranh Thế giới thứ hai.